# شتوبندورف
شتوبندورف آلمانی: Stubbendorf) یک شهر در آلمان است که در روشتوک واقع شده‌است. شتوبندورف ۱۳۹ نفر جمعیت دارد.